# 紀元前122年
紀元前122年（きげんぜん122ねん）は、ローマ暦の年である。

## 他の紀年法
- 干支 : 己未
- 日本
  - 開化天皇36年
  - 皇紀539年
- 中国
  - 前漢 : 元狩元年
- 朝鮮
  - 檀紀2212年
- 仏滅紀元 : 423年
- ユダヤ暦 : 3639年 - 3640年

## できごと

### ローマ
- マルクス・フルウィウス・フラックスとガイウス・グラックスは護民官となり、共和政ローマを急改革した。

## 死去
- 劉安：前漢の皇族、学者（紀元前179年生）
- 趙眜：南越の第二代国王